# Mezopauza

Ziemska atmosfera

Mezopauza to cienka izotermiczna warstwa atmosfery ziemskiej, znajdująca się na wysokości 80–90 km i oddzielająca mezosferę od leżącej wyżej termosfery. W mezopauzie temperatura powietrza wynosi około −100 °C, a ciśnienie około 0,1 hPa. Mezopauza jest związana z występowaniem zórz polarnych w wyższych szerokościach geograficznych.